# Alfred Hugenberg

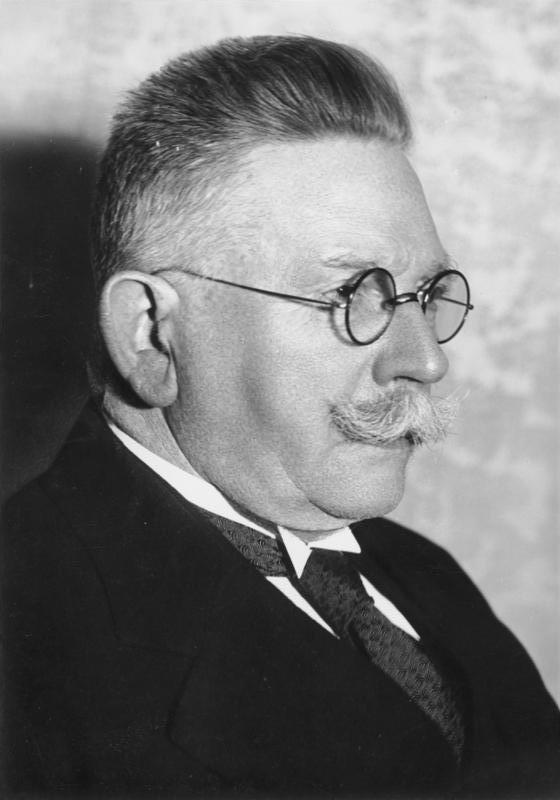
Alfred Hugenberg (1933)

Alfred Hugenberg (Hannover, 19 juni 1865 - Extertal, 12 maart 1951) was een invloedrijk, extreemrechts Duits zakenman en conservatief politicus. Hij was in 1933 korte tijd lid van het Kabinet-Hitler.
Hugenbergs politieke carrière begon in 1891 toen hij medeoprichter werd van de ultranationalistische groepering Alldeutscher Verband. Hugenberg legde zich vervolgens toe op het bankwezen en de staalindustrie. In 1916 richtte hij het Hugenberg-Konzern op, een conglomeraat van uitgevers, filmbedrijven, reclamebureaus en kranten. In het begin van de jaren 20 was Hugenberg een belangrijke uitgever van rechtse publicaties. Onder zijn imperium vielen onder meer UFA, een groot filmconcern, en diverse regionale kranten.
In 1918 werd Hugenberg lid van de Deutschnationale Volkspartei (DNVP), waarvoor hij vanaf 1920 volksvertegenwoordiger werd in de Reichstag. Hij werd voorzitter van de DNVP in 1928. In januari 1933 werd Hugenberg Rijksminister van Economische Zaken en Landbouw in het kabinet-Hitler, maar in juni van datzelfde jaar werd hij echter al gedwongen af te treden. Hugenberg bleef wel lid van de Reichstag tot 1945. Hij mocht als onafhankelijke blijven zetelen, zelfs nadat de NSDAP elke oppositiepartij verboden had.
Hans Graf von Bülow · Friedrich von Schuckmann · Gustav Adolf Ewald von Brenn · Erasmus Robert von Patow · Karl August Milde · Gustav von Bonin · August von der Heidt · Heinrich von Itzenplitz · Heinrich Achenbach · Albert von Maybach · Karl von Hoffmann · Otto von Bismarck · Hans von Berlepsch · Ludwig Brefeld · Theodor Möller · Klemens Delbrück · Reinhold von Sydow · Otto Fischbeck · Walther Schreiber · Friedrich Ernst · Alfred Hugenberg · Kurt Schmitt · Hjalmar Schacht · Hermann Göring · Walther Funk
Adolf Hitler · Franz von Papen · Konstantin von Neurath · Joachim von Ribbentrop · Wilhelm Frick · Heinrich Himmler · Lutz Schwerin von Krosigk · Alfred Hugenberg · Kurt Schmitt · Hjalmar Schacht · Hermann Göring · Walther Funk · Franz Seldte · Franz Gürtner · Franz Schlegelberger · Otto Georg Thierack · Werner von Blomberg · Wilhelm Keitel · Freiherr von Eltz-Rübenach · Julius Heinrich Dorpmüller · Wilhelm Ohnesorge · Walther Darré · Herbert Backe · Joseph Goebbels · Bernhard Rust · Fritz Todt · Albert Speer · Alfred Rosenberg · Hanns Kerrl · Hermann Muhs · Otto Meißner · Hans Heinrich Lammers · Martin Bormann · Karl Hermann Frank · Rudolf Hess · Ernst Röhm · Paul Giesler
- Bibliothèque nationale de France: cb10438765x (data)
- Gemeinsame Normdatei: 118554565
- International Standard Name Identifier: 0000 0000 8262 3324
- Library of Congress Control Number: n81099220
- Bibliotheek van het Japanse parlement: 00649674
- Nationale Bibliotheek van Israël: 987007279288805171
- Nationale Bibliotheek van Polen: a0000002024173
- Nederlandse Thesaurus van Auteursnamen: 070569711
- Système universitaire de documentation: 073643610
- Virtual International Authority File: 72185793
- WorldCat: E39PBJkD6PtTkcPDHtmDQXqfbd